# Nolinae
Nolinae zijn een onderfamilie van vlinders uit de familie visstaartjes (Nolidae).

## Geslachtengroepen
- Afridini
- Blenini
- Chloephorini
- Collomenini
- Eariadini
- Eligmini
- Nolini
- Risobini